# 숀 크레이언

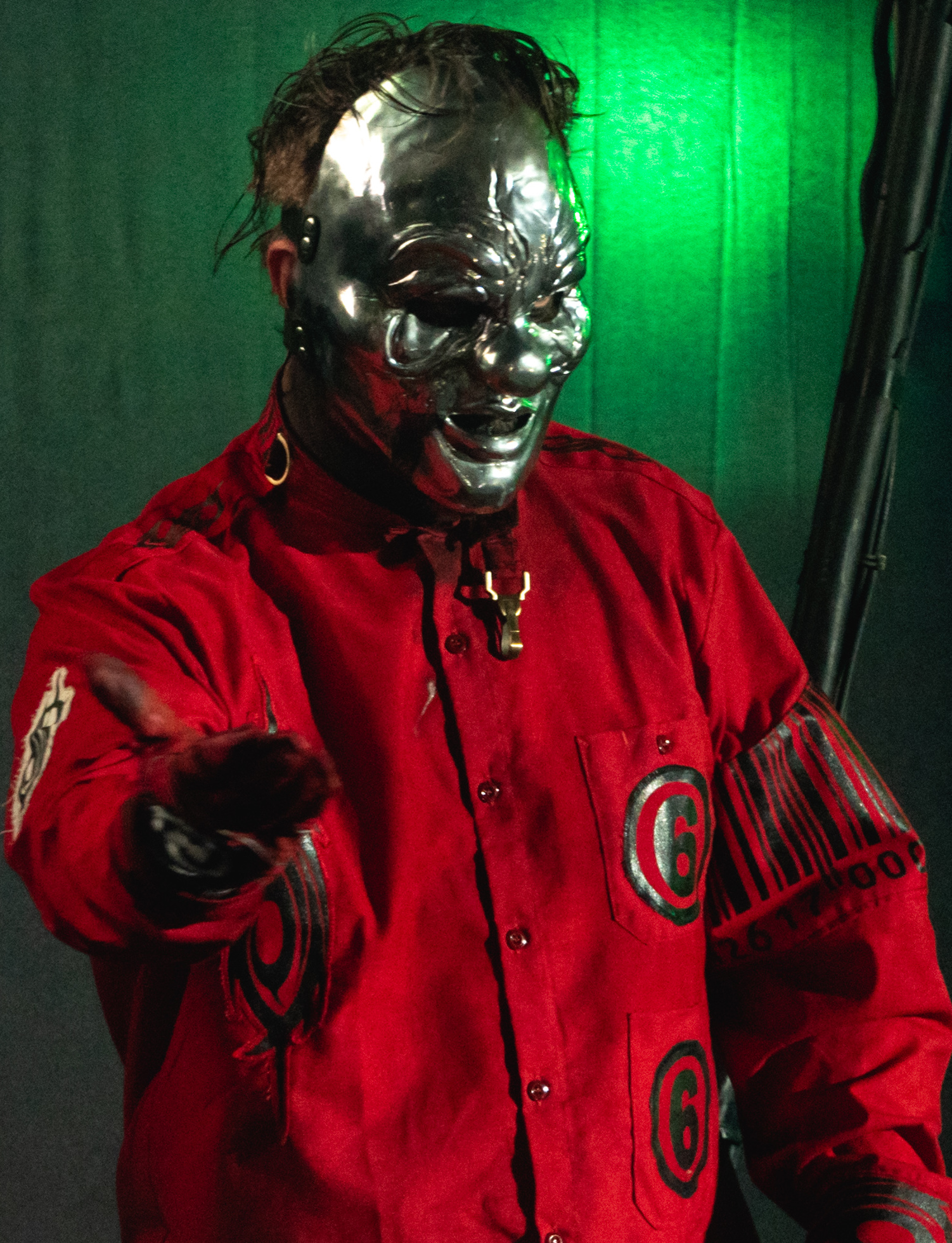
2019년 슬립낫과 함께 공연 중인 숀 크레이언

숀 크레이언(Shawn Crahan, 본명: 마이클 숀 크레이언, Michael Shawn Crahan, 페르소나 활동명: 클라운/Clown)은 미국의 음악가이다. 헤비 메탈 밴드 슬립낫의 공동 설립자이다. 크레이언은 1995년에 폴 그레이와 조이 조디슨과 함께 슬립낫 설립을 도왔다. 2022년 기준으로 크레이언은 슬립낫에서 유일하게 남은 창립자이다.

## 디스코그래피

### 슬립낫 활동
- Mate. Feed. Kill. Repeat.
- Slipknot
- Iowa (음반)
- Vol. 3:
- All Hope Is Gone
- .5: The Gray Chapter
- We Are Not Your Kind

## 참여 영화
- 롤러볼 (2002년 영화)
- 리포! 더 제네틱 오페라
- 할리우드 언데드